# بوتشيا
البوتشيا ( /ˈbɒtʃə/ BOTCH-ə ) هي رياضة كروية دقيقة، مشابهة لبوتشي، وترتبط بالبولنغ المخضرة والكرة الحديدية. يأتي اسم "Boccia" من الكلمة اللاتينية لـ "boss" - bottia. تُنافس اللعبة على المستويات المحلية والوطنية والدولية، من قبل الرياضيين ذوي الإعاقات البدنية الشديدة. صُمم في الأصل للعب من قبل الأشخاص المصابين بالشلل الدماغي، ولكن الآن يشمل الرياضيين ذوي الإعاقات الشديدة الأخرى التي تؤثر على المهارات الحركية. في عام 1984، أصبحت رياضة بارالمبية واعتبارًا من عام 2020، انضمت 75 منظمة وطنية للبوتشيا إلى واحدة أو أكثر من المنظمات الدولية. تُنظم البوتشيا من قبل الاتحاد الدولي للبوتشيا (BISFed) وهي واحدة من رياضتين بارالمبيتين (جنبا إلى جنب مع كرة الهدف) ليس لها نظير في البرنامج الأولمبي، على الرغم من أنها نوع بارالمبي من بوتشي.

## عن اللعبة
يمكن لعب البوتشيا من قبل أفراد أو أزواج أو فرق مكونة من ثلاثة لاعبين. حتى عام 2024، كانت جميع الفعاليات مختلطة الجنس. وهدف اللعبة هو رمي الكرات الجلدية - الملونة باللون الأحمر أو الأزرق (يُحدد الفريق الذي يستخدم أي لون عن طريق قرعة العملة) أقرب ما يمكن إلى الكرة البيضاء المستهدفة، أو الهدف. يُرمى الهدف أولاً، ثم تُلعب أول كرتين عاديتين (أولاً، اللاعب الذي رمى الهدف ثم الجانب المنافس)، وبعد ذلك، يذهب الجانب الأبعد عن الهدف التالي في محاولة إما الاقتراب من الهدف أو إبعاد كرة الخصم عن الطريق. بهذه الطريقة، ستستمر كل جولة، أو نهاية، حتى يلعب أحد الجانبين جميع كراته، عند هذه النقطة، سيقوم الجانب المنافس بلعب كراته المتبقية. يمكن تحريك الكرات باستخدام الأيدي أو الأقدام أو، إذا كانت إعاقة المتنافس شديدة، باستخدام جهاز مساعد مثل منحدر. في نهاية كل نهاية، يقوم الحكم بقياس المسافة بين الكرات الأقرب إلى الهدف، ويمنح النقاط وفقًا لذلك - نقطة واحدة لكل كرة تكون أقرب إلى الهدف من أقرب كرة للخصم. الفريق/اللاعب الذي يحصل على أعلى عدد من النقاط في نهاية اللعب هو الفائز. إذا كان لدى كلا الفريقين نفس عدد النقاط بعد لعب جميع النهايات، تُلعب نهاية إضافية لتحديد الفائز.
عدد النهايات والكرة في كل نهاية يعتمد على تكوين الجانب. تتكون المسابقة الفردية من أربعة نهايات وست كرات لكل لاعب لكل نهاية، بينما تتكون المسابقة الزوجية من أربعة نهايات وست كرات لكل زوج لكل نهاية (ثلاث لكل لاعب). تتكون المسابقة الجماعية من ست نهايات وست كرات لكل فريق لكل نهاية (اثنتان لكل لاعب).
في الأحداث الزوجية والفرق، يُسمح بلعب احتياطي. بين النهايات، يمكن استبدال اللاعب الاحتياطي بلاعب أثناء اللعبة، ولكن يُسمح باستبدال واحد فقط لكل لعبة.
البوتشيا تُلعب على ملعب يبلغ قياسه 12.5 مترًا × 6 أمتار (41 قدمًا × 20 قدمًا)، مع مساحة فارغة قابلة للعب حولها بمسافة 2 متر (6.6 قدم). سطح الملعب مستوٍ وسلس - عادة ما يكون ملعب كرة سلة أو كرة طائرة سابق، ولكن في بعض الأحيان يكون أرضية صلبة من العشب الصناعي. تنقسم منطقة الرمي إلى ستة صناديق رمي مستطيلة يجب على الرياضيين البقاء داخلها بالكامل أثناء اللعب. يوجد على الملعب خط على شكل V يجب أن يعبر عنه الهدف ليكون الرمي صحيحًا. وفي نهاية الملعب توجد "حاوية الكرة الميتة" حيث توضع الكرات إذا رُميت خارج حدود الوقت أو خارج منطقة اللعب أو إذا قام الرياضي بخرق قاعدة أثناء رميه. توجد علامة صليب تحدد مكان وضع الهدف إذا لامس أو عبر خط الحدود أو في حالة التعادل. الكرات نفسها مصنوعة من الجلد وأكبر قليلاً من كرة التنس، وتزن حوالي 275 جرامًا (9.7 أونصة) ويبلغ محيطها حوالي 270 مم (11 بوصة) (قطرها حوالي 86 مم (3.4 بوصة)). تتوفر بألوان مختلفة من الليونة والصلابة وتُختار عن قصد لتنفيذ استراتيجيات مرغوبة داخل المباراة.

## التصنيف

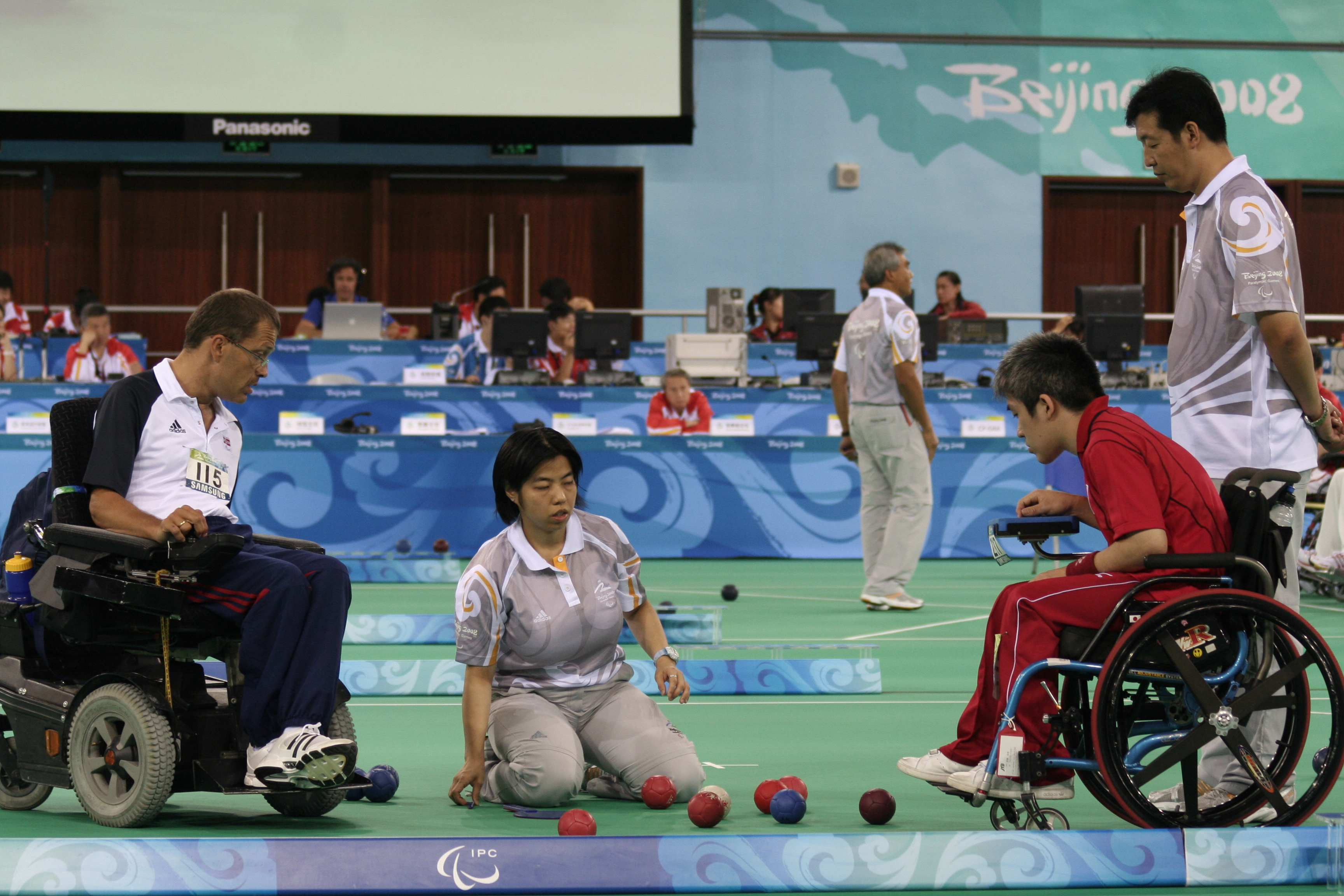
النرويجي روجر أندالين (أزرق/أبيض) ضد الياباني تاكايوكي هيروس (أحمر) في دورة الألعاب البارالمبية 2008.

لكي يتمكن الرياضيون من المنافسة في لعبة البوتشيا على المستوى الوطني أو الدولي، يجب أن يكون لديهم إعاقة وأن يكونوا في كرسي متحرك، نتيجة لشلل الدماغ أو حالة عصبية أخرى لها تأثيرات مماثلة، مثل سوء التغذية العضلي أو إصابة دماغية رضية. يُفحص اللاعبين لتحديد مدى إعاقتهم ثم يُوزعون على فئة رياضية، مصممة لتمكينهم من المنافسة ضد رياضيين آخرين لديهم مستوى مماثل من الوظيفة البدنية. اعتبارًا من عام 2022، كان هناك انقسام بين الفئات الذكورية والأنثوية، مما أدى إلى إنشاء 4 تصنيفات إضافية وتغيير أحداث الفريق والزوجي إلى أزواج وفرق مختلطة الجنس تحتاج إلى امرأة واحدة على الأقل.
يُخصص لاعبي البوتشيا إلى واحدة من ثماني فئات رياضية، اعتمادًا على جنسهم (M تدل على الأحداث الذكورية، F تدل على الأحداث الأنثوية) والقدرة الوظيفية:
- BC1M/F – يلقي اللاعبون في هذه الفئة الكرة باستخدام اليد أو القدم. يمكنهم التنافس مع مساعد يبقى خارج صندوق اللعب الخاص بالمنافس، لتثبيت أو ضبط كرسي اللعب الخاص بهم وإعطاء الكرة للاعب عند الطلب.[6]
- BC2M/F – يلقي اللاعبون في هذه الفئة الكرة باستخدام اليد. ليسوا مؤهلين للحصول على مساعدة.
- BC3M/F – يعاني اللاعبون في هذه الفئة من خلل حركي شديد للغاية في جميع الأطراف الأربعة. ليس لدى اللاعبين في هذه الفئة قبضة أو حركة إطلاق متواصلة، وعلى الرغم من أن لديهم حركة ذراع، إلا أن لديهم نطاقًا غير كافٍ من الحركة لدفع كرة البوتشيا إلى الملعب. يمكنهم استخدام جهاز مساعد مثل منحدر لتسليم الكرة. يمكنهم التنافس باستخدام مساعد؛ يجب أن يبقي المساعدون ظهورهم إلى الملعب وتجنب النظر إلى اللعب.[7]
- BC4M/F – يعاني اللاعبون في هذه الفئة من خلل حركي شديد في جميع الأطراف الأربعة بالإضافة إلى ضعف التحكم في الجذع. يمكنهم إظهار المهارة الكافية لإلقاء الكرة على الملعب. اللاعبون ليسوا مؤهلين للحصول على مساعدة.

## المنافسة
يمكن لعب البوتشيا على أساس ترفيهي و/أو تنافسي. تُنظم المسابقات محليًا وإقليميًا ووطنيًا ودوليًا. يعتمد تقويم المنافسات الدولية على دورة الألعاب البارالمبية الصيفية الرباعية السنوية، مع البطولات الإقليمية الدولية في السنة الأولى، والبطولات العالمية في السنة الثانية، وكأس العالم في السنة الثالثة، والألعاب البارالمبية في السنة الرابعة.
هناك حوالي 554 لاعب بوتشيا مصنف دوليًا.
حضر كأس العالم للبوتشيا عام 2007 (من 9 إلى 19 مايو 2007 في فانكوفر، كولومبيا البريطانية، كندا) 179 رياضيًا من 24 دولة ومنطقة للحصول على فرصتهم الأخيرة للتصنيف وتحقيق ترتيب دولي للألعاب البارالمبية الصيفية 2008 في بكين.
شارك في دورة الألعاب البارالمبية الصيفية 2008 في بكين، التي أقيمت في الفترة من 7 إلى 17 سبتمبر، 88 رياضيًا من 19 دولة. احتلت البرازيل وكوريا المركز الأول بالتساوي على العموم، حيث فازت كل دولة بميداليتين ذهبيتين وميدالية برونزية واحدة.
حضر بطولة العالم للبوتشيا 2010 رياضيون من 36 دولة، وشاركت 28 دولة في المنافسات الجماعية. انتقلت القوة في السنوات الأخيرة من الهيمنة الأوروبية إلى تنافسية عالمية أكثر، حيث تصدرت البرازيل فئة BC4 وكوريا فئة BC3. ولم تتغير القوة المهيمنة للفرق المختلطة إلا مؤخرًا من بريطانيا إلى كوريا، ولكن لا يمكن استبعاد القوى السابقة إسبانيا والبرتغال.
تنافس في دورة الألعاب البارالمبية الصيفية 2020 116 رياضيًا من 25 دولة. سيطرت الدول الأوروبية والآسيوية على جدول الميداليات، حيث احتلت سلوفاكيا وتايلاند واليابان المراكز الثلاثة الأولى. حقق المضيفون نجاحًا كبيرًا بحصولهم على 3 ميداليات في المجموع، بما في ذلك ميدالية ذهبية لهيديتاكا سوجيمورا في تصنيف BC2. هيمنت سلوفاكيا على فردي وزوجي BC4، حيث فاز الرياضي صموئيل أندريجيك بالميدالية الذهبية في الفردي، وانضم إليه ميكايلا بالكوفا للفوز بالميدالية الذهبية في الزوجي. أضاف دايفيد سميث إلى رصيده المذهل من الميداليات بفوزه بالميدالية الذهبية الثالثة له بإبقاء لقب فردي BC1 البارالمبي. في فئة BC3، فاز آدم بيشكا بالميدالية الذهبية في ظهوره الأول في الألعاب البارالمبية.

## الروابط الخارجية
- الاتحاد الدولي لرياضة البوتشيا (BISFed)
- اللجنة الدولية للبوتشيا
- بوكيا على موقع اللجنة البارالمبية الدولية